# Ниндзюцу
Ниндзю́цу  (яп. 忍術, «искусство скрытности») — сформировавшаяся в Японии в XV—XVI вв. комплексная дисциплина, включающая в себя искусство шпионажа, методику диверсионной работы в тылу врага, элементы выживания и многое другое. В популярной литературе и массовой культуре зачастую трактуется как японское боевое искусство.

## Происхождение
Считается, что тайные кланы ниндзя возникли в Японии одновременно с самурайским сословием в IX—XII веках. Прообразом ниндзя считаются секты горных отшельников ямабуси VIII века, исповедовавших направление буддизма школы Сингон. Ямабуси поощряли тяжёлые и изнурительные тренировки своих адептов, а также тщательно сохраняли собранные на протяжении веков знания по медицине, химии, астрологии. Ямабуси были приверженцами полного слияния с природой. Изначально тайные школы ниндзюцу не имели ничего общего с военными организациями ни по своей методике подготовки, ни по своей философии. Однако со временем произошли изменения.
Происхождение самого боевого искусства ниндзюцу связывают, как и большинство восточных искусств боя, с китайскими источниками. Однако термин «ниндзюцу» охватывает лишь немногие особенности искусства ниндзюцу, такие как утаивание, созидание и поддержание ауры таинственности. В функции ниндзя входило проникновение к врагу, совершение саботажа или убийства и возвращение после успешного завершения миссии.
Традиционно ниндзя выполняли роль наёмников, которые предлагали себя в качестве шпионов, наёмных убийц, диверсантов, политических провокаторов и террористов большим и маленьким правителям японской феодальной эпохи. Ниндзя предлагали свои услуги лишь тем, кто готов был за них платить. Семьи ниндзя представляли собой тесно сплочённые коллективы, интегрированные в более крупные группы — кланы. Посторонний человек практически не имел возможности присоединиться к такой группе и стать ниндзя, для этого нужно было родиться в семье профессионалов. Искусство и другие хитрости хранились под секретом и передавались только от отца к сыну. Раскрытие секрета означало смерть от руки ниндзя из того же клана.
Расцвет ниндзюцу пришёлся на период Сэнгоку Дзидай. На это время приходится пик феодальных войн, и тогда насчитывалось около 70 кланов ниндзя. Легенды о ниндзя тоже относятся именно к этому периоду. Документальные свидетельства подтверждают существование в эту эпоху школ Ига и Кока.
В японской культуре ниндзя часто противопоставляются самураям. Дело в том, что самураи превыше всего ставили идеалы воинского кодекса бусидо и в соответствии с ними стремились достойно сражаться и наилучшим образом подготовиться к смерти. Ниндзя исповедовали прямо противоположную философию. Главное для ниндзя — выполнить поставленную задачу, а так как основная их задача — разведка, то для успешного её выполнения необходимо было выжить любой ценой. Для ниндзя не могло быть запретных действий, не могли существовать какие-либо нравственные и религиозно-этические ограничения в методах ведения войны. Для достижения победы хороши любые средства, и ниндзя успешно все их использовали.

## Основы учения
Ниндзюцу учит, что нельзя достичь состояния абсолютной безопасности. Всякое действие нарушает уже существующую в мире гармонию, тем самым вызывает сопротивление, порождает ответное действие, которое тем сильнее и опаснее, чем в большей степени нарушается установившийся баланс. Выход заключается в том, чтобы хорошо понимать, в чём нарушается гармония, и уметь минимизировать нежелательные последствия.
В основе учения всех школ ниндзюцу лежали три взаимосвязанных блока навыков и умений, которые вместе образовывали гибкую систему противостояния любой мыслимой опасности.
- Первый блок навыков можно охарактеризовать как искусство использования окружающей обстановки и специальных приспособлений для победы над противником. Сюда входило распознавание следов и скрытное передвижение, маскировка и преодоление преград, устройство засад и обман чувств противника. Цель тренировок заключалась в слиянии с миром посредством покорения 5 основных «стихий» — в китайском варианте — Земли, Воды, Дерева, Огня и Металла; в японском варианте — Земли (Ти), Воды (Суй), Огня (Ка), Воздуха (Фу) и Пустоты (Первооснова всего, Ку. Нарабатывается на «Третьем блоке»). Воин, достигший такого слияния, становился невидимым и недосягаемым для противника, а искусство носило собирательное название томпо — искусство маскировки.
- Второй блок — искусство борьбы с вооружённым и безоружным противником. В этот блок входят два основных раздела:
Тайдзюцу — искусство владения телом
Бу-дзюцу — работа с оружием
- Третий блок умений посвящён мобилизации внутренних ресурсов организма на основе так называемых «изменённых состояний сознания», достигаемых за счёт специального психотренинга (Нинпо-миккё)

## Боевые искусства ниндзя
По мнению историка-япониста А. М. Горбылёва, отдельной оригинальной системы рукопашного боя и боя с различными видами оружия у ниндзя не существовало, а ниндзя изучали и адаптировали под свои нужды уже имевшиеся в Японии стили боевых искусств. Кланы ниндзя для рукопашного боя использовали старую форму дзю-дзюцу, а для боя с оружием — соответствующие стили будо (Кэндзюцу, Бодзюцу, Содзюцу, Сюрикэн-дзюцу и пр.). Вместе с тем, Горбылёв выделяет следующие отличия синоби бу-дзюцу от самурайских стилей боевых искусств, обусловленные тактикой действия ниндзя:
- Больше ударов, чем в самурайском дзю-дзюцу.
- Упор на удушающие приёмы, как более бесшумные по сравнению с бросками.
- Упор на ведение боя в малых помещениях и ограниченных пространствах (кустарники, бамбуковые чащи, узкие коридоры, традиционные японские комнаты с низким потолком и пр.). Ведение боя в малом помещении (как с оружием, так и без него) накладывает определённые ограничения на используемую технику: нет места для размашистых ударов и длинного оружия, поэтому им на смену приходят короткие удары, уколы в фехтовании и малогабаритные укороченные типы оружия (например ниндзя использовали более короткие по сравнению с самурайскими мечи).
- Предпочтение внезапным нападениям из скрытого положения (из засады, сзади, ночью и пр.)
- Упор на приёмы ошеломления противника, чтобы в случае раскрытия разведчика выиграть время для бегства[2].

Ни одна из нынешних школ японских бу-дзюцу не может убедительно доказать, что ведёт происхождение от средневековых ниндзя. Возможно, приёмы ниндзя сохранились и изучаются в разведывательно-диверсионных подразделениях Сил Самообороны Японии.
При бегстве применялись два приёма рукопашного боя. Ниндзя резко падал под ноги нагоняющего противника и заставлял его лететь кубарем через себя. Если противник приближался сбоку, ниндзя резко тормозил, пропускал его мимо себя и наносил удар мечом по спине.
По мнению историка-япониста А. М. Горбылёва, ниндзя уделяли практике рукопашного боя намного меньше времени, чем об этом думают поклонники кинобоевиков. Серьёзные тренировки в рукопашном бое влекут за собой специфические изменения во внешнем облике, тем самым демаскируя ниндзя. Поэтому по мнению Горбылёва ниндзя делали акцент на приёмах внезапного нападения с близкой дистанции с использованием малогабаритного скрытого оружия вместо глубокого изучения боевых искусств и ведения традиционного открытого поединка.
По мнению востоковеда А. А. Маслова, традиционные средневековые ниндзя в рукопашном бою применяли заломы рук, броски и нажатия на болевые точки, а современные так называемые школы ниндзюцу используют преимущественно технику каратэ.

## Костюм и доспехи ниндзя
По мнению историка-япониста Горбылёва, ниндзя никогда не использовали чёрный обтягивающий костюм, популярный в фильмах и романах. Ночные костюмы ниндзя имели красновато-коричневые, желтовато-коричневые, пепельные или тёмно-серые оттенки. По мнению Горбылёва, именно эти оттенки позволяли полностью слиться с ночной мглой, тогда как абсолютно чёрный костюм резко выделяется в этих условиях. Костюм ниндзя имел мешковатые очертания. Днём ниндзя носили повседневную одежду, позволяющую слиться с толпой.

## Кланы ниндзя
- Ига — один из самых известных и влиятельных кланов. Подобное положение было достигнуто за счёт поддержки правительства Токугавы.
- Кока (Кога) — вторая наряду со школой Ига наиболее влиятельная школа, также пользовавшаяся поддержкой Сёгуната Токугава.
- Кисю
- Фума — большой клан ниндзя, часть которого служила Ходзё Удзинао.
- Сада
- Момоти (входит в Ига)
- Фудзибаяси (входит в Ига)
- Нэгоро — зародилась и практиковалась в среде монахов-воинов (''сохэй'') монастыря Нэгоро-дзи. Известна методами подготовки в области стрельбы из ружей.
- Сайка (Сайга) — специализировалась на стрельбе из ружей.
- Сирай
- Синто
- Хакуун — основана, согласно легенде, отшельником по имени Хакуун Доси (Даос Белое облако) в горах Кумано ок. 1181—1182 годов, где и практиковалась в среде ямабуси. Из неё позже выделились школы Готон дзюхо-рю (школа пяти способов бегства и десяти методов), Гэндзицу-рю («Реалистическая школа»), Гэн-рю (Школа темноты), Кисю-рю (Школа провинции Кисю) и Рюмон-рю (Школа врат дракона). Все они известны только по названию.
- Хаттори (входит в Ига)

## Снаряжение ниндзя
- Маскировочный костюм — синоби-сёдзоку, детали синоби-сёдзоку: уваги (куртка) и додзимэ (пояс), ига-бакама (штаны), дзукин (маска), тэкко (накладки на руки), кяхан или асимаки (ножные обмотки), таби (обувь-носки с отдельным большим пальцем), варадзи (сандалии) и уваппари (верхняя куртка) и нагабукуро («рюкзак» ниндзя).
- Сменное одеяние (яп. 変わり御物 кавари-го-моно)
- Амигаса (яп. 編み笠 плетёная соломенная шляпа в виде низкого конуса)
- Доспехи
  - Кусари-катабира (кольчужный доспех)
  - Татами-гусоку (типы кико и куратагину) — лёгкий доспех.
- Щиты
  - Тэцу-но камэ
  - Дзигу-итаса

## Оружие ниндзя
- Стрелковое оружие
  - Фитильные (хинава-тэппо)
  - Кремнёвые (хиути исидзю)
  - Духовые (кукидзю) — духовое ружьё, представляет собой трубку, в которую вставляют стрелки (иголки, шипы)
  - Вакидзаси-тэппо (ружьё, замаскированное под меч вакидзаси)
  - Ядатэ-тэппо (ружьё, замаскированное под футляр для кисти)
  - Кисэру-тэппо (ружьё, замаскированное под курительную трубку)
- Пушка
  - Мокухо («деревянная пушка»)
  - Харинуки-дзуцу («трубка из папье-маше»)
- Зажигательные средства
  - Огненные стрелы хия
  - Бохия — огненная палка
  - Утихия — метательная зажигательная стрела
  - Хидакэ — огненный бамбук
  - Хисякэн («огненный сякэн»)
- Отравляющие средства
  - Моппан — аналог слезоточивой бомбы.
  - Фуё-но оги — вариант бомбы моппан, в котором к стандартному содержимому примешивали какое-нибудь вещество, выделяющее при горении ядовитый газ, вызывающий смерть от удушья.
  - Нэмуриби
  - Кусагамэ
- Запалы и фитили
  - Хокути, хинава, хиноки-хинава, такэ-хинава, гудзин-хинава, амэ-синоги-хинава, амэ-хинава, мидзу-хинава
- Мечи, копья, секиры, ножи
  - Ниндзято, синоби-гатана — меч ниндзя
  - Танто — нож
  - Конагината — короткая нагината
  - Сибаки-яри — копьё
  - Камаяри — копьё-серп
  - Оно — секира
  - Сикоми-дзуэ — скрытое оружие (мечи, ножи с прямым клинком, замаскированные под бытовые предметы)
- Когти
  - Тэккокаги, Нэкотэ (кошачья лапа), сюко, асико (когти для ног)
- Кусари-кама — полусерпы с верёвкой и грузом или с цепью, Кама — серп
- Боевые шесты и дубинки
  - Дзё, сякудзё, рокудзё, сюмонкудзуэ, бо, хамбо, косикирибо, мимикирибо и т. д.
- Оружие переменной длины
  - Мусубинава — верёвка с грузиком
  - Кусари — цепь, другие названия (зависят от длины и грузиков): кусари-фундо, тама-гусари, содэ-гусари, кусари-дзюттэ, рё-бундо и т. д.
- Метательные бомбы и гранаты
- Метательное оружие
  - Ханкю (половинный лук) и юмия (стрелы)
  - Фукия (Фукибари) — стрельба отравленными стрелами из духового «ружья»
  - Сюрикэны (метательные «звёзды» и «стрелки» ниндзя)
    - Сякэн («звездочка»), типы: санко, дзюдзи, роппо, хаппо, мандзи, нагарэ-мандзи, тэккан и т. д.
    - Бодзё-сюрикэн («сюрикэн-палочка»), типы: босугата, тантогата, кугигата, хэйтёгата, харигата, хасидзё, кусабигата и т. д.
    - Утинэ (хотя это не совсем сюрикэн, а укороченная стрела с более тяжёлым наконечником, напоминает дротик для дартс, но большего размера)

  - Цубутэ, арарэ, мэцубуси
- Приспособления для преодоления стен
  - Синобикаги — посох с крюком на конце и петлями верёвками вдоль посоха для ног
  - Лестница (тобибасиго) — верёвочная лестница с железным крюком на верхних концах
  - Кагинава (кошка) — двойной, тройной и более железный крюк с верёвкой (иногда цепь)

## Японские исследователи ниндзюцу
- Ито Гингэцу (伊藤銀月)
- Юйноки Сюнъитиро (柚木俊一郎)
- Наканиси Ёситака (中西義孝)
- Адати Кэнъити (足立巻一)
- Нава Юмио (名和弓雄)
- Накасима Ацуми (中島篤巳)
- Исикава Масатомо (石川正知)
- Тобэ Синдзюро (戸部新十郎)
- Ямагути Масаюки (山口正之)
- Кояма Рютаро (小山龍太郎)
- Окусэ Хэйситиро(奥瀬平七郎)
- Хацуми Масааки[англ.] (初見良昭)
- Фудзита Сэйко (藤田西湖)
- Фудзита Кадзутоси (藤田和敏)
- Такамацу Тосицугу[англ.] (高松寿嗣)
- Каваками Дзинъити (川上仁一)
- Курои Хиромицу (黒井宏光)
- Икэда Хироси (池田裕)
- Исода Митифуми (磯田道史)
- Ямада Юдзи (山田雄司)
- Иноуэ Наоя (井上直哉)